# Villers-Chemin-et-Mont-lès-Étrelles
Villers-Chemin-et-Mont-lès-Étrelles é uma comuna francesa na região administrativa de Borgonha-Franco-Condado, no departamento de Alto Sona. Estende-se por uma área de 7,32 km². Em 2010 a comuna tinha 123 habitantes (densidade: 16,8 hab./km²).